# Papež Formoz
Formoz (latinsko Papa Formosus), italijanski rimskokatoliški škof, kardinal in papež; * okrog 816 Rim, (Lacij, Papeška država, Frankovsko cesarstvo danes: Italija), †  14. april 896 Rim (Papeška država, Frankovsko cesarstvo, danes: Italija) 

Papež je bil od 19. septembra 891 do 4. aprila 896. 

## Življenjepis

### Mladost
Formoz se je rodil v Rimu okoli leta 816 očetu Leonu. Njegovo pravo ime naj bi bilo Damaz (Damaso), vendar so ga vsi klicali Formoz zaradi njegove telesne postavnosti in privlačne lepote.   

### Bolgarski misijon
Leta 864 ga je Nikolaj I. imenoval za škofa Porta namesto Rodoalda, ki je bil obsojen, ker je odobraval odstavitev carigrajskega patriarha Ignacija ter priznal njegovega naslednika Fotija na carigrajski sinodi 861. Formoz je bil izobražen, strogih navad, podjeten in odločen. Leta 866 ga je papež Nikolaj izbral – skupaj s škofom Pavlom iz Populonije – za voditelja rimskega poslanstva kot odgovor na željo bolgarskega kralja Borisa. Pred kratkim ga je krstil carigrajski škof; obrnil pa se je na papeža in bavarskega kralja Ludvika, da bi mu pomagala pri ustanovitvi samostojne Cerkve v Bolgariji, kar je Carigrad odklonil. Ilirik je že stoletje prej od Rima prigrabil Carigrad; sedaj pa je obstajala možnost vrnitve. Ko je ta diplomatsko-verska misija prispela v Bolgarijo v začetku 867, je uspešno nadaljevala začeto evangelizacijo. Kralj je hotel grško duhovščino nadomestiti z latinsko, da bi se rešil odvisnosti od Carigrada, pri čemer mu je Formoz obilno pomagal. Oktobra 867 se je napotilo v Rim bolgarsko odposlanstvo s prošnjo, da bi papež imenoval Formoza za bolgarskega nadškofa. Nikolaj I. je to zavrnil, češ da kanonski predpisi prepovedujejo prehod z enega škofovskega sedeža na drugega; malo pred svojo smrtjo pa je le poslal v Bolgarijo dva druga škofa, Formozu pa zaupal poslanstvo nuncija v Carigradu, kar je potrdil tudi naslednik Hadrijan II.. 868 se je vrnil v Rim in je bil eden od dveh škofov, ki sta posvetila slovanske učence sv. Cirila in Metoda v duhovnike. Boris pa je še enkrat poskušal dobiti Formoza za nadškofa, pa tudi tokrat zaman. 870 – ko je papež ne le zavrnil Formozovo imenovanje, ampak karšnokoli bolgasko primatstvo, se je Boris odločil za vrnitev pod carigrajski patriarhat. 
Leta 869 in 872 je vodil poslanstvo v Francijo. Na eni od slednjih je pregovoril frankovskega kralja Karla Plešastega, da ga papež krona za cesarja Svetega rimskega cesarstva.

### Nezaželen v Rimu
Kandidat za papeža je postal že leta  872, vendar je zaradi političnih zapletov in nenaklonjenosti zapustil Rim in dvor papeža Janeza VIII.. Papež je zato sklical sinodo, na kateri so ga obtožili, da je hlepel po Bolgarski nadškofiji in Svetem sedežu, nasprotoval cesarju, zapustil svojo škofijo brez papeževega dovoljenja, izropal samostane v Rimu in kljub prepovedi opravljal bogoslužje. Zahtevali so, da se vrne v Rim, sicer bo izobčen. Obsodba je bila objavljena julija 872. Leta 878 so izobčenje preklicali zaradi Formozove obljube, da se nikoli več ne bo vrnil v Rim in opravljal bogoslužja. Pod papežem Marinom I. je bil leta 882 oproščen vseh obtožb in ponovno imenovan za škofa Porta. 

## Papež
Po smrti papeža Štefana V. je bil leta 891 po soglasju izvoljen za rimskega papeža.
Aprila 892 so prišli v Rim pristaši Gvida II. Spoletskega in Formoza prisilili, da je Gvida kronal za rimskega cesarja. Na ljudstvo pa je nalagal tolikšna bremena, da je papež leta 896 le uspel nagovoriti Arnulfa Karantanskega, da vkoraka v Italijo. Arnulf je osvojil velik del Italije, kar je Formozu omogočilo, da ga je imenoval za cesarja. Zaradi kronanja je prišel v spor s pristaši cesarja Gvida Spoletskega oziroma njegovo vdovo Ageltrudo in sinom Lambertom. Arnulf ju je hoel poraziti v utrjenem v Spoletu, a je na poti ohrome in se hitro vrnil na Nemško.

### Dela
- »Documenta Catholica Omnia« (v latinščini). Pridobljeno 6. decembra 2011.
- Formoz je bil v mladosti misionar; za časa svojega papeževanja je pogosto pokazal svoje zanimanje za probleme in težave najbolj obrobnih krajevnih Cerkva. V tem smislu je zanimivo njegovo pismo angleškim škofom, v katerem jih spodbuja, naj se ustrezno zoperstavijo prebujajočemu se poganstvu v svoji deželi. [7]
- V treh konsistorijih je posvetil 12 kardinalov.

## Smrt in spomin
Formoz je umrl za zastrupljenjem v Rimu, (Papeška država, Frankovsko cesarstvo danes: Italija) dne 4. aprila 896, ko je vladal  5 let in pol. 

Pokopali so ga v Vatikanskih vrtovih poleg stare cerkve sv. Petra. 

Nasledil ga je Bonifacij VI.. 

Kmalu zatem je umrl tudi Bonifacij. Za njegovega naslednika je bil izvoljen Štefan VI.

### Mrliški zbor
Papež Štefan VI. je izkopal Formozovo truplo in organiziral Mrliško zborovanje. Formoz je bil na sinodi obsojen na izbris iz spomina (damnatio memoriae), po Štefanovi smrti pa je bila sodba razveljavljena. Obsodbo je ponovno prvlekel na dan tudi papež Sergij III. (904-911).
Čeprav ga je za škofa v Anagniju posvetil ravno papež Formoz, je Štefan kot zaslepljen pristaš Spoletancev postal najostrejši Formozov nasprotnik. V zgodovini je ostal zapisan samo po enem, pa toliko sramotnejšem dejanju, ki pa je zgovoren in pristen izraz takratnih divjih rimskih razmer, ko so se posamezne stranke skrajno brezobzirno in brez izbiranja sredstev pulile za oblast nad Rimom in tudi nad papeštvom; če pa pogledamo v našo polpreteklo zgodovino, smo doživeli še veliko hujše zločine in se takratnim ne bomo čudili. 

Januarja 897 je v Rimu vodil Mrtvaško zborovanje. Truplo papeža Formoza, ki je že devet mesecev počivalo v grobu, je dal izkopati, ga obleči v papeška oblačila ter ga posadil na papeški prestol. Sinoda je rajnega papeža obsodila "zaradi krivoprisežništva, prekršenja kanonskih določil glede prepovedi prenosa škofijskega sedeža, glede stremljenja po bolgarskem metropolitanstvu in spodrivanju papeštva". Obenem je razglasila vsa njegova posvetilna dejanja za neveljavna, potem pa so truplo vrgli v Tibero. To ravnanje je ljudstvo tako razjarilo, da so nedolgo zatem papeža Štefana VI. samega vrgli v ječo, kjer so ga avgusta 897 zadavili. 

To dejanje je obsodila večina Formozovih naslednikov, pa tudi naših sodobnikov:
»Sledila je ostudna slovesnost, ko so razveljavili (škofovsko dostojanstvo) rajnega, slekli z njega papeška oblačila, ki se jih je oprijelo razpadajoče meso, raševinasto srajco, ki jo je nosil ta surovi asket; odrezali so prste desne roke, te nevredne prste, ki so blagoslavljali ljudstvo.« .
Sodobnik takratnih zdrah pa je dogajanje opisal takole:
:Leta 897 so v Rimu opravili postopek zoper papeža Formoza z vsemi odobrenji. Navzoči so bili javni tožile, obramba, najvišji uslužbenci, celo papež in cesar, in seveda tudi rimsko ljudstvo. Edina nenavadnost, če se tako lahko reče, je bila pri obtoženem; čeprav je bil oblečen v papeška oblačila, je bil že dokaj časa mrtev. Tako se je vršil postopek zoper njegovo mumijo, ki so jo izvlekli iz kripte, kjer je počivala že devet mesecev. Obtoženi ni odgovoril na nobeno vprašanje (!) in to so smatrali več ko dovolj za obsodbo, ki je sledila takoj. Mrtvemu so strgali papeška oblačila, ga odnesli ven iz sodišča, praznujoča drhal pa ga je vrgla v Tibero in to v Rimu, v tem mestu, sedaj podivjanem, ki je bilo zibelka vesoljnega prava.  

### Ocena
Formozova protislovna obsodba je sprožila več vprašanj, ki se jih tožitelji morda niso zavedali in jih niso mislili sprožiti; zato mnogi menijo, da je pri obsodbi šlo bolj za osebne in politične, ne pa verske motive:
1. Glede veljavnosti škofovskih in duhovniških posvečenj. Če so namreč bile njegove posvetitve neveljavne, potem je bila neveljavna tudi posvetitev njegovega naslednika Štefana VI., ki ga je posvetil za škofa ravno sam papež Formoz (a te navedbe so poznejšega datuma); vendar ne beremo, da bi Štefan zahteval zase ponovno posvetitev, čeprav jo je kot papež mogel prejeti. Neveljavno bi bilo potem tudi maziljenje in kronanje spoletskega tekmeca Arnulfa Koroškega.
2. Glede prehoda iz enega škofijskega sedeža na drugi, češ da ga prepoveduje 15. kanon Prvega nicejskega koncila; isti ugovor bi zadel tudi njegovega predhodnika Marina I. (882-884), ki je prav tako bil škof v Cerveteriju, preden je postal škof v Rimu ali papež pa tudi samega Štefana VI. Res je sicer, da je temu oporekal Carigrad, vendar nihče iz Rima. Samo besedilo kanona jasno pravi, da se to ne tiče vere ali morale, ampak da gre samo za disciplinski predpis.
3. Besedilo kanona jasno kaže na to, da prenos škofa iz enega sedeža na drugi ne spada k nespremenljivemu verskemu ali nravnemu nauku; še več: ta navada se je večkrat skozi zgodovino spreminjala ne le na vzhodu, ampak tudi na zahodu. Ob preučevanju 15. kanona opazimo, da so ga koncilski očetje sprejeli zaradi trenutnih okoliščin. Tudi po koncilu so bili pogosti spregledi; to dokazuje, da Cerkev tega ni nikoli smatrala za dogmo; še manj pa bi mogli to imeti za učenje ex cathedra, kot je to podtikal Döllinger v burnih razpravah zoper razglasitev dogme o papeževi nezmotljivosti, kadar uči ex cathedra, za časa Prvega vatikanskega koncila.
4. Poudarjanje nekega koncilskega odloka v nasprotju z učenjem ali prakso rimskih papežev in Rimske Cerkve pa pomeni tudi zagovarjanje gibanja, ki mu pravimo konciliarizem in zagovarja oblast koncila nad papežem. Težava je tudi v tem, ker so se v tem primeru v to past ujeli tudi nekateri papeži.
5. Ni pa bil Formoz obtožen učenja herezije, ki bi nasprotovala katoliškemu nauku, kar bi edino moglo biti zadosten očitek za obsodbo in za neveljavnost posvečenj; zato je bila obsodba ne le sramotna, ampak tudi krivična.
6. Glede neveljavnosti teh posvečenj se Döllinger, De Rosa, in Hunt motijo misleč, da so skozi celo cerkveno zgodovino uporabljali enake izraze z enakim pomenom. Prav teologija zakramentov, tudi mašniškega in škofovskega posvečenja, je doživela skozi stoletja velik razvoj. "Zgodnja Cerkev gotovo ni pazljivo razlikovala, kakor so to nespremenljivo delali poznejši zahodni kanonisti, med zakramentalno veljavnostjo svetga reda, ki je bil sprejet v apostolskem nasledstvu po škofovskem posvečenju, in med redno ali dovoljeno prakso te oblasti, ki jo zakramenti podeljujejo." [12].
7. Niti obsodba Štefana VI. zoper Formoza niti popravek te sodbe Janeza IX., ali njena ponovna uveljavitev pri Sergiju III. – posebej ali skupaj – ne nasprotujejo papeški nezmotljivosti, ki se nanaša le na vero in nravnost; medtem gre tukaj za spremenljivi disciplinski predpis. Ta primer dokazuje, da so tudi papeži podvrženi človeškim slabostim kot je nevoščljivost, zloraba moči ali maščevalnost, kot vsi drugi ljudje – in jih lahko uporabijo zoper svoje sovražnike. To pa seveda ne pomeni nikakršne težave za papeško nezmotljivost, ki ne vključuje papeške negrešljivosti. [13]
8. Za papeže je bilo 10. stoletje zares temačno in ga po pravici imenujemo mračno stoletje. Brez cesarske zaščite so padli v roke rimskega in italijanskega plemstva, ki si je nadzor nad Cerkvijo pridobivalo tako, da je na njene položaje nastavljalo svoje sorodnike ali politične somišljenike. Nadvse zanimiva kronika, ki jo je napisal nemški škof Liutprand,[14] slika razuzdanost na papeževem dvoru; vendar jo je treba brati s pridržkom, saj je bil pisec zelo protirimsko razpoložen in je zato dvomno, da je pisal sine ira et studio[15]. [16]